# Faune Barberini
Le Faune Barberini est une statue grecque antique en marbre de l'époque hellénistique, probablement de la fin du IIIe siècle av. J.-C., représentant un satyre endormi. Elle est conservée à la Glyptothèque de Munich.

## Le faune

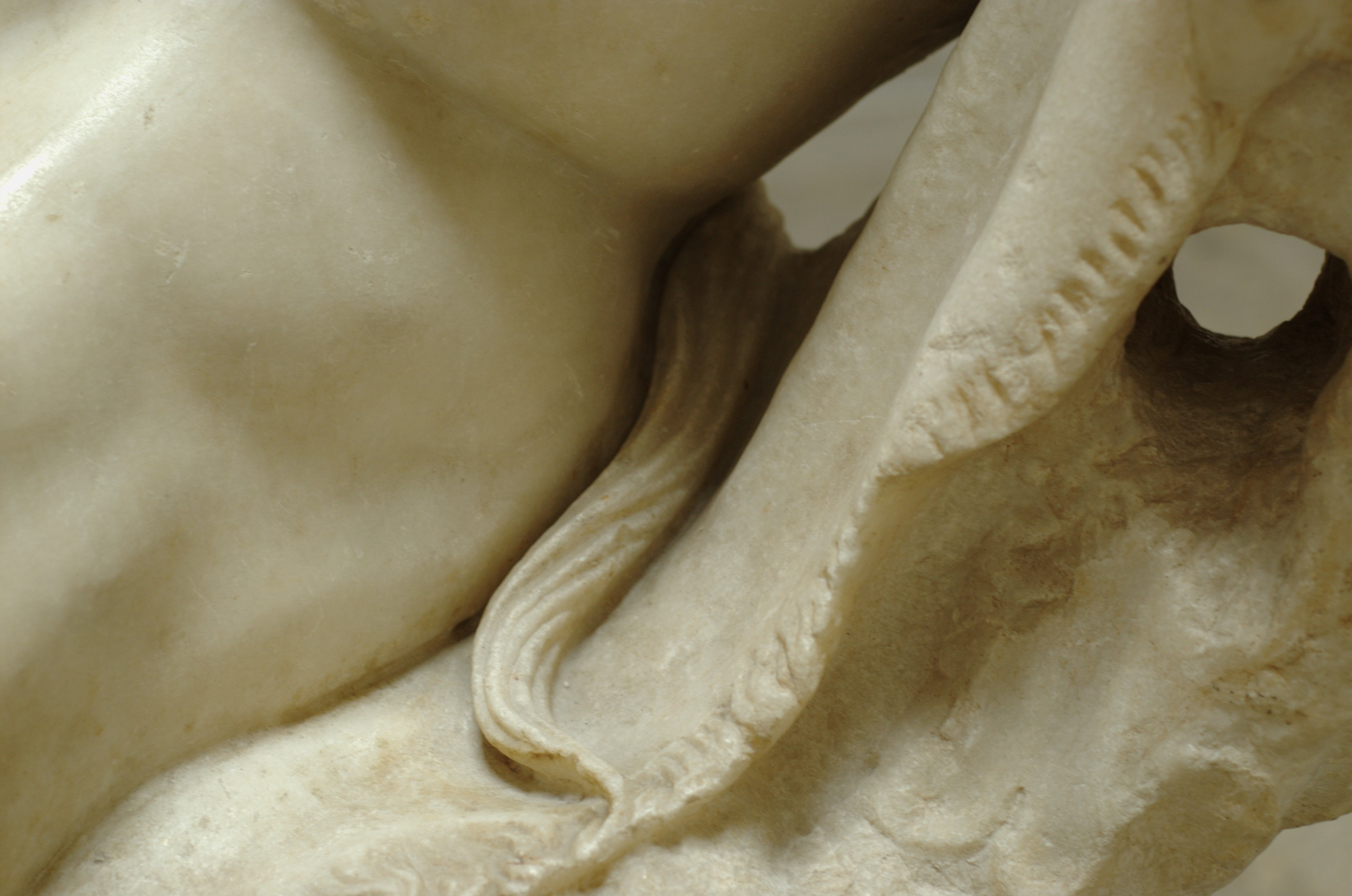
Détail de la queue du faune dépassant de derrière son dos.

La statue représente un satyre, mais il faut faire preuve d'attention pour ne pas y voir qu'un simple athlète : ses oreilles pointues, sa queue à peine visible au bas du dos, sa couronne de lierre et sa nébride (peau de panthère) ne sont pas apparents au premier abord.
Il est étendu sur un rocher, ce qui laisse supposer qu'il s'est endormi au milieu des bois, probablement sous l'effet du vin. Les jambes écartées, la tête renversée en arrière reposant sur le bras droit replié derrière elle, il se présente dans une position peu habituelle et complexe à exécuter pour le sculpteur — d'autant qu'à l'origine, il semble que la jambe droite (restauration moderne), ait été pendante et non repliée. La pose rappelle cependant celle des satyres ivres en ronde-bosse ornant le cratère de Derveni, datant selon les commentateurs de 350 ou de 330-332 av. J.-C. Son corps est celui d'un athlète, à la musculature puissante : il n'a rien de commun avec la grâce féminine du Satyre au repos de Praxitèle. Le visage est très expressif : la bouche est entrouverte, les cheveux en bataille, les traits marqués. Il semble représenter un sommeil difficile, sans doute du fait de l'alcool.

## Datation
Haute de 2,15 m, la statue est réalisée en marbre. On ignore dans quel contexte elle s'insérait : était-ce un élément d'un groupe ou une statue isolée ? S'agissait-il d'une offrande religieuse ou d'une œuvre décorative ? Du fait de la puissance de l'expression, qui rappelle l'école de Pergame, et de la maîtrise de la représentation anatomique, on s'accorde à rattacher cette œuvre à l'Asie mineure de la fin du IIIe siècle av. J.-C. On ne connaît pas de copies antiques du Faune Barberini, mais l'existence d'une variante en bronze découverte dans la villa des Papyrus d'Herculanum est antérieure au Ier siècle av. J.-C.

## Historique

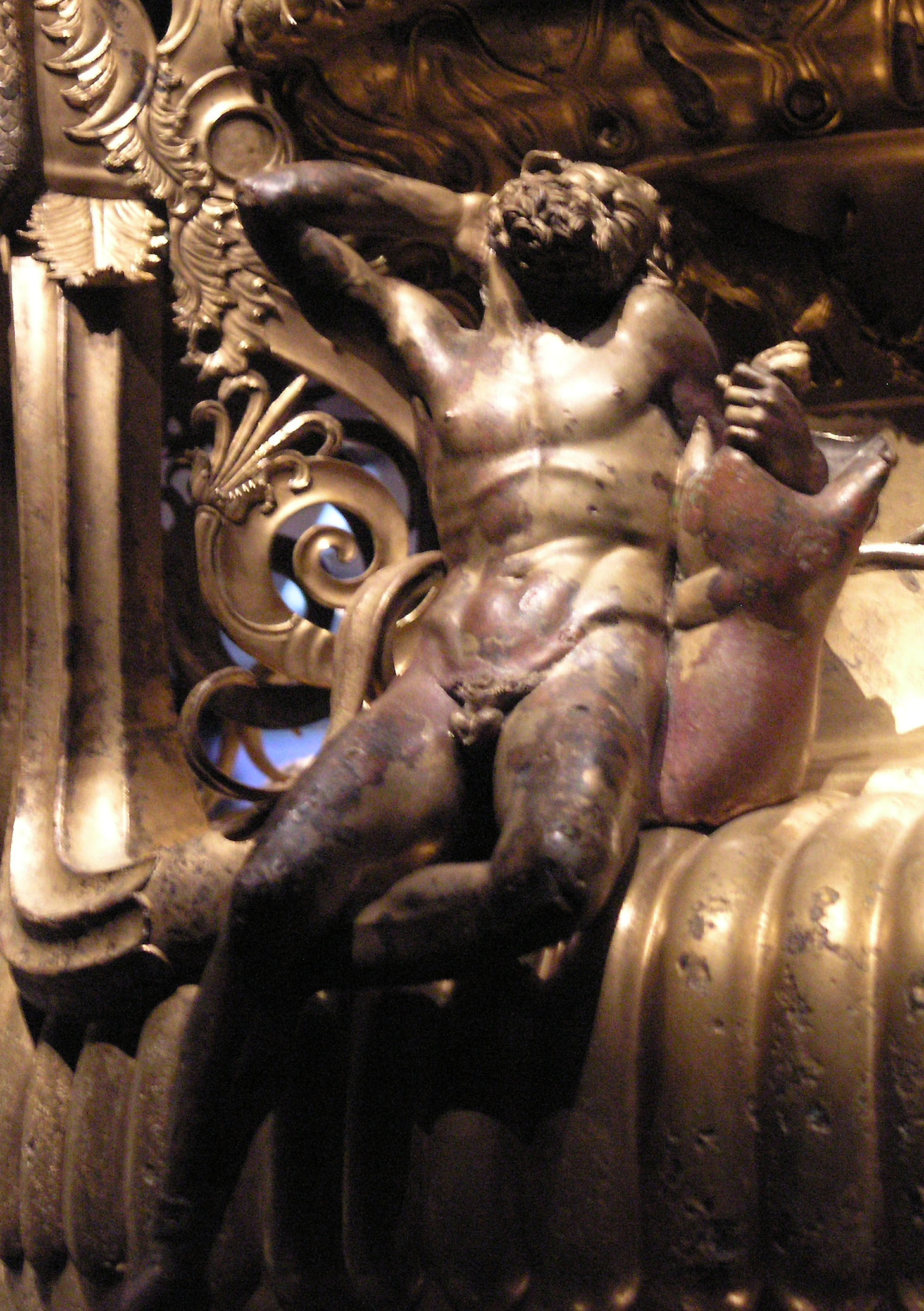
Satyre, détail du cratère de Derveni, fin du, musée archéologique de Thessalonique.

La statue est découverte sous le pontificat d'Urbain VIII (1623-1643) au château Saint-Ange, à Rome. Elle entre aussitôt dans les collections de la famille du pape, les Barberini, qui lui donnent leur nom : c'est la seule œuvre majeure qui tombe dans leur escarcelle durant le règne de leur représentant.
La tradition veut que le cardinal Maffeo Barberini ait commissionné le Bernin pour restaurer la statue, mais après avoir examiné les archives en 1981, Francis Haskell et Nicholas Penny estiment que rien ne prouve que le Bernin fut en aucune façon impliqué pour ce travail. Les restaurations, d'abord en stuc, ont été refaites en 1679 par Giuseppe Giorgetti (en) et Lorenzo Ottoni, qui ont permis de réaffecter la jambe gauche antique et créé le support en forme de rocher. Au XVIIIe siècle, la jambe droite fut à nouveau restaurée en marbre, et une fois de plus par Vincenzo Pacetti (en) en 1799. La sculpture est aujourd'hui exposée sans les restaurations du bras gauche ni d'une partie du pied gauche. En lui écartant largement les jambes, ces restaurations ont pu amplifier l'aspect érotique de la statue.
La statue acquiert rapidement une notoriété. En 1700, elle est citée comme le « Faune du palais Barberin », illustrant le « sommeil naturel », par l'abbé Raguenet dans ses Monuments de Rome, ou description des plus beaux ouvrages […] qui se voyent à Rome. Elle est vendue par les Barberini dans la deuxième moitié du XVIIIe siècle, lors de la grande dispersion de leurs collections. Elle appartient un temps au sculpteur et marchand Vincenzo Pacetti avant d'être acquise dans les années 1810 par le roi Louis Ier de Bavière alors prince héritier, et installée à Munich dans la Glyptothèque, musée spécialement créé pour accueillir ses nouvelles collections de sculpture grecque.

## Copies modernes
De nombreuses copies modernes du Faune Barberini sont connues, souvent l'œuvre de pensionnaires de la villa Médicis. Parmi celles-ci, on peut citer :
- celle d'Edmé Bouchardon, prix de Rome en 1722, exposée successivement au parc Monceau, au parc de Saint-Cloud et au jardin du Luxembourg, conservée à Paris au musée du Louvre ;
- celle d'Eugène-Louis Lequesne, prix de Rome en 1844, conservée à l'École nationale supérieure des beaux-arts de Paris.

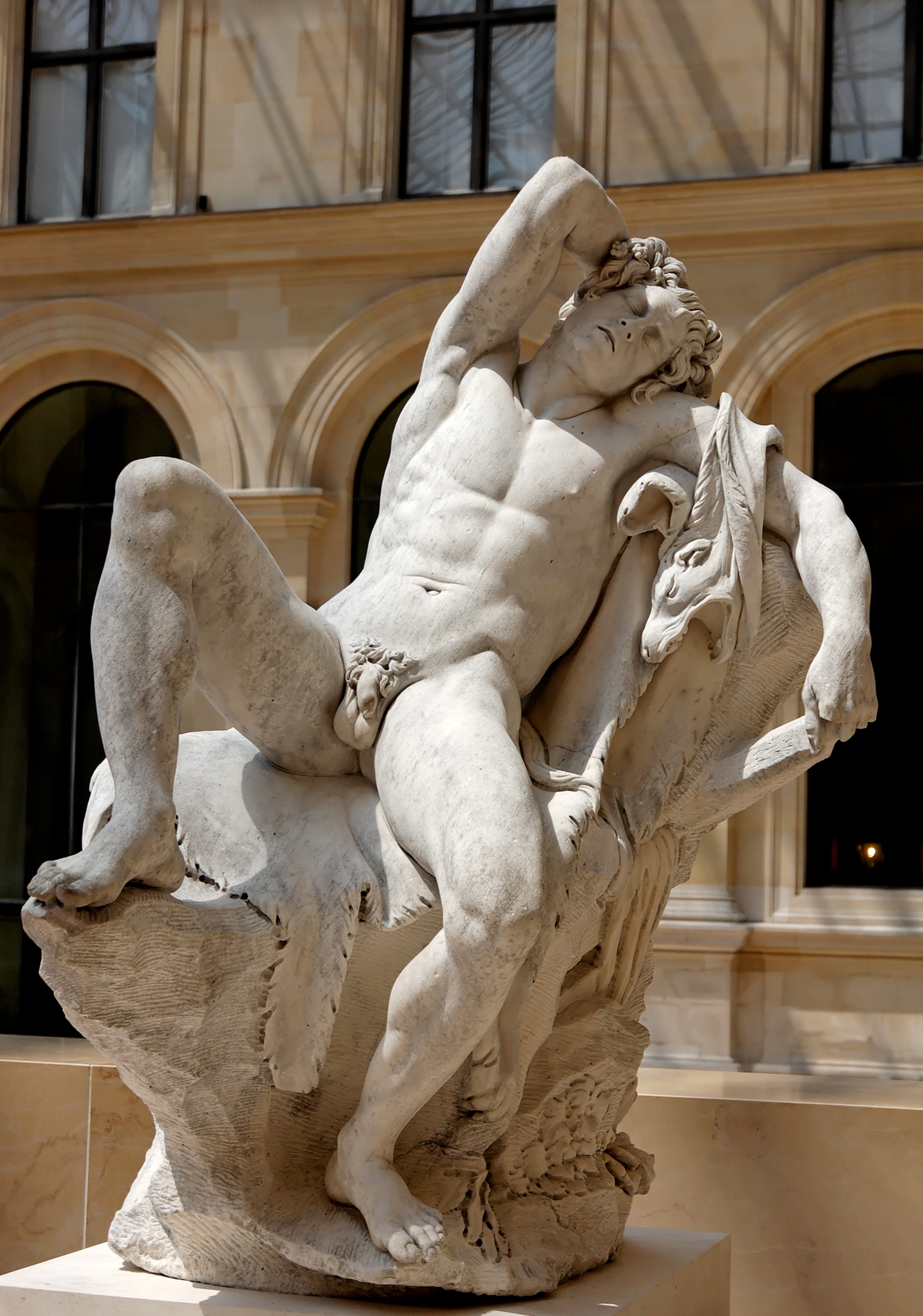
Copie du Faune Barberini (1726) par Edmé Bouchardon lors de son séjour à Rome, Paris, musée du Louvre.
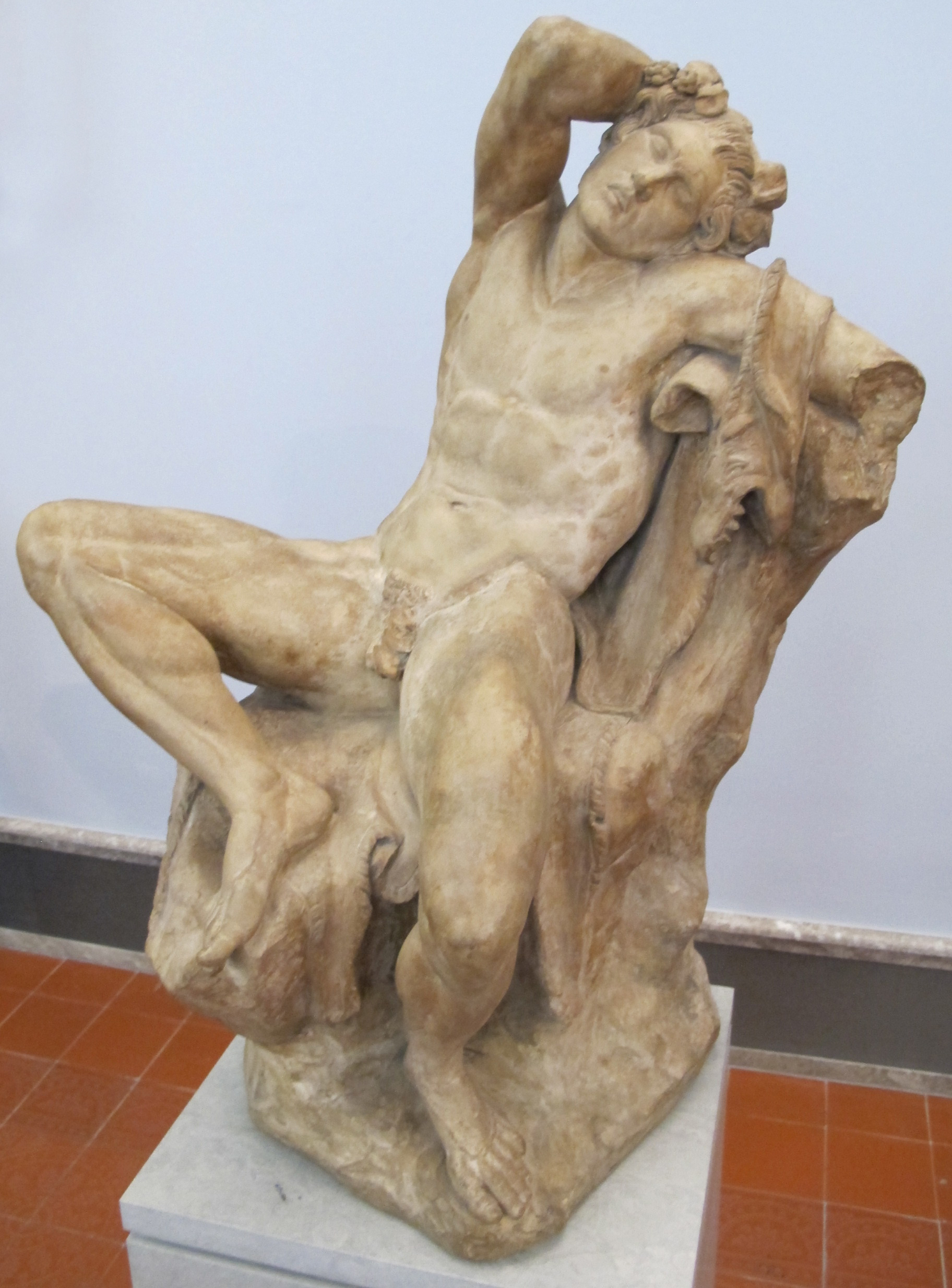
Copie du Faune Barberini (1799) par Vincenzo Pacetti (en), Berlin, Bode-Museum.
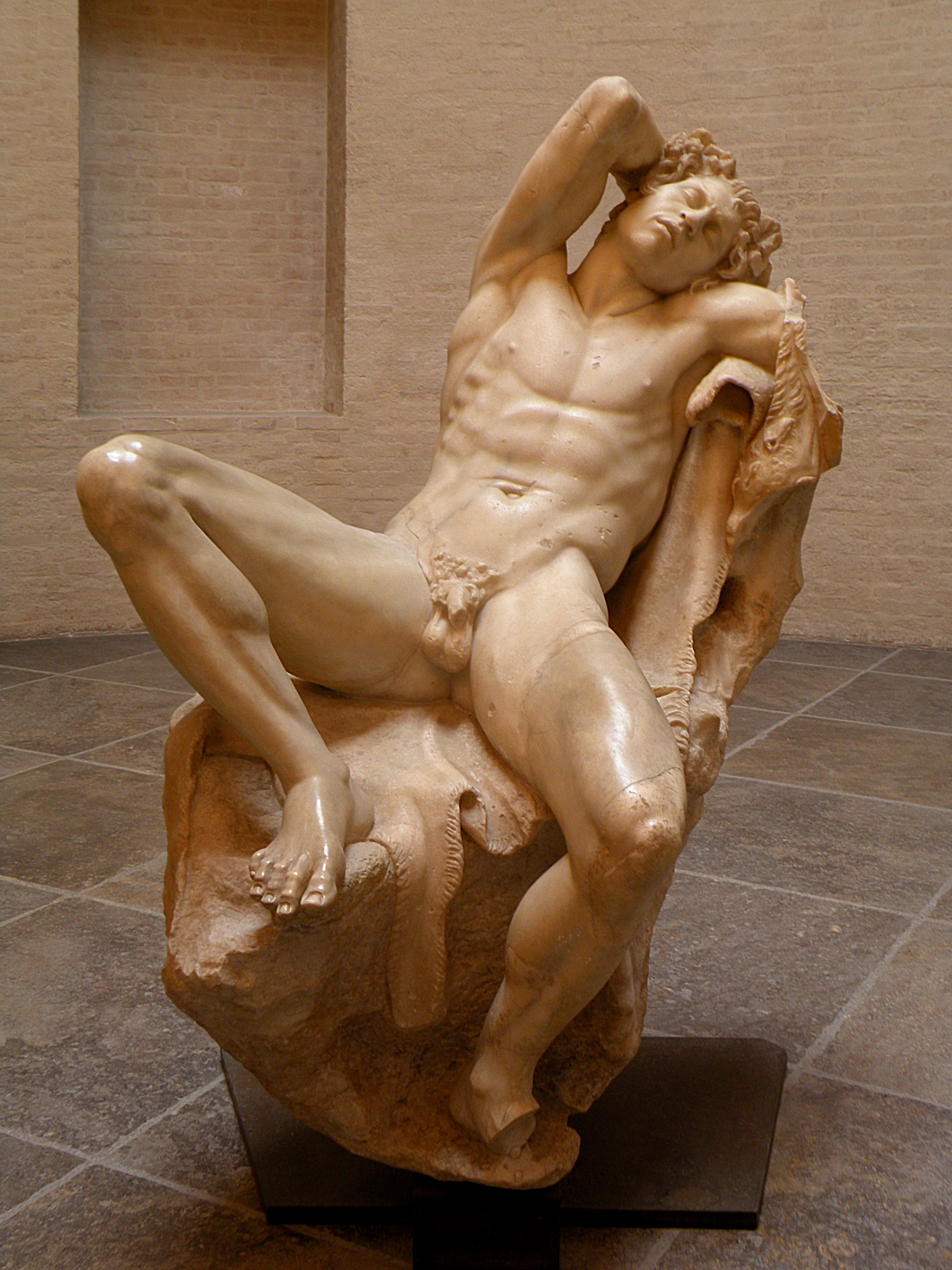
État actuel de l'antique après dérestauration.